# Jean Pucelle
Jean Pucelle (Parigi, 1300 – 1355) è stato un miniatore francese.

## Biografia

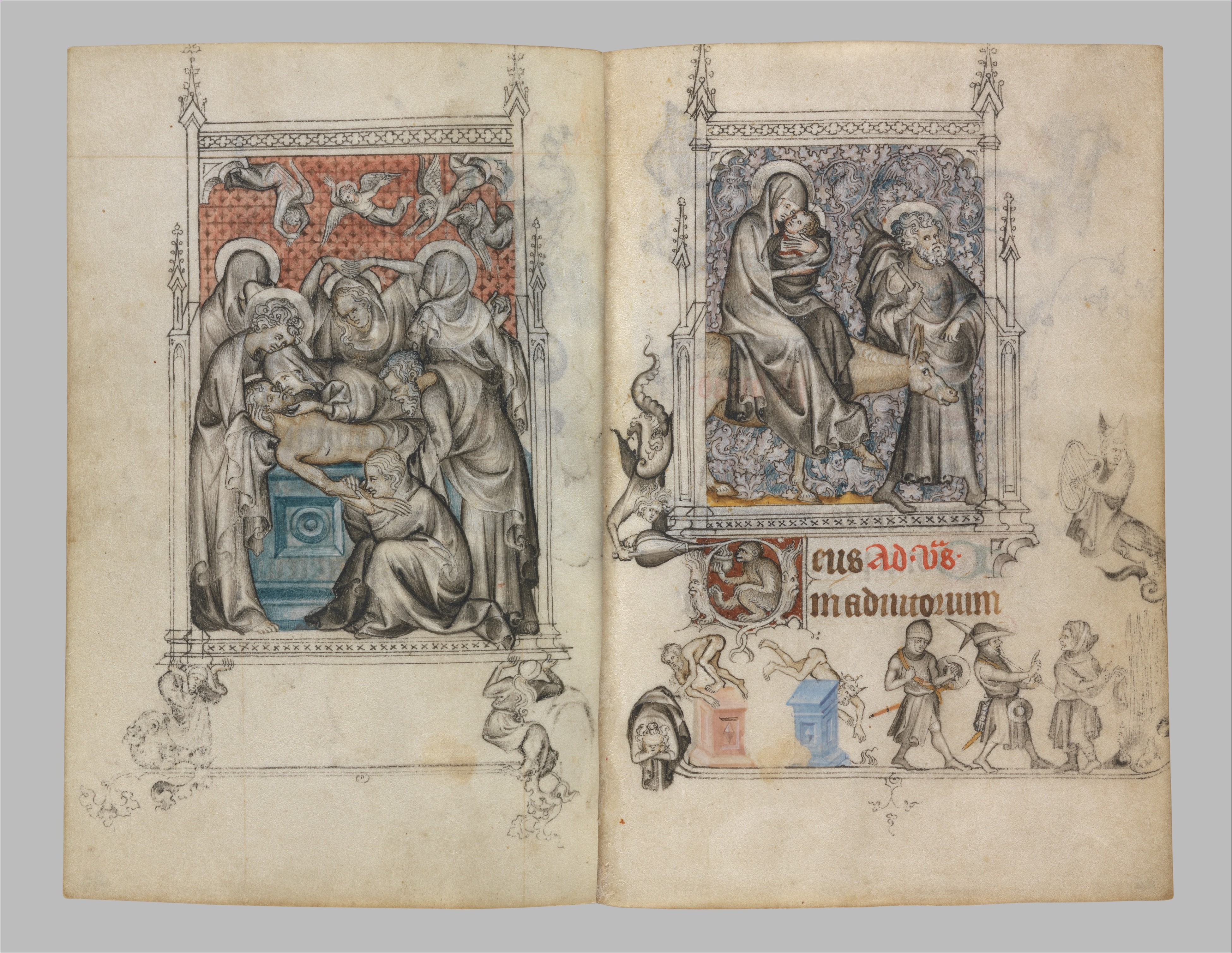
Libro d'ore di Jeanne d'Evreux, 1325-28, Metropolitan Museum, New-York.

Miniatore gotico, fu attivo tra il 1320 e il 1350. Esordì intorno al 1315 lavorando al Breviario di Bianca di Francia (Roma, BAV, Urb. Lat. 603) con un ruolo secondario. Nei registri contabili della Confraternita parigina dell'Hôpital di Saint-Jacques-aux-Pèlerins, relativi agli anni 1319-1324, l'artista risulta come creatore, insieme ad aiuti, del sigillo utilizzato dalla consorteria. Del 1327 è la Bibbia di Robert de Billyng, così chiamata dal nome del copista, conservata a Parigi (BNF lat. 11935). La data del manoscritto risulta miniata insieme ai nomi dei decoratori, dove accanto a quello di Pucelle, autore delle scene figurate, compaiono i nomi di Anciau de Cens e Jacquet Maci, responsabili per le iniziali e la decorazione filigranata. La sicura attribuzione della Bibbia al Pucelle ha permesso di attribuirgli su base stilistica il Libro d'ore di Giovanna d'Evreux (New York, Metropolitan Museum of Art, Coll. Cloisters, Acc. 54.1.2) e il Breviario di Giovanna de Belleville. Il primo, commissionato per Giovanna d'Évreux da Carlo IV il Bello, fu miniato da Pucelle, tra il 1325 e il 1328, con una tecnica a grisaille solo raramente interrotta da tocchi di colore negli sfondi e negli incarnati, una scelta che si fa discendere da un diretto riferimento al mondo della scultura. Si tratta della prima opera integralmente autografa di Pucelle e la prima in cui sia maggiormente rintracciabile l'influenza della pittura toscana contemporanea. L'opera era presente negli inventari di Carlo V insieme al breviario in due volumi, databile al 1323-1326, appartenuto a Giovanna de Belleville, moglie di Olivier de Clisson, i cui beni furono confiscati e incamerati tra quelli del re nel 1343; il Breviario di Belleville si caratterizza per la ricchezza della decorazione e per una particolarità nella composizione di alcune pagine nelle quali dalla decorazione principale al centro, discende una decorazione secondaria che ne sviluppa il tema lungo il margine inferiore. È inoltre in quest'opera che è possibile rintracciare quel gusto per il grottesco, di derivazione inglese, che è tipico di Pucelle e dei suoi committenti. Nel catalogo di Pucelle rientrano infine le illustrazioni dei Miracles de Notre-Dame di Gautier de Coincy (Parigi, BNF, nouv.acq.fr. 24541), che sembra essere stato, agli inizi del quarto decennio del secolo, il suo ultimo lavoro, forse su committenza di Filippo VI e della moglie Giovanna di Borgogna; vi è manifesta una decisa presenza del seguace e erede di Pucelle, il miniatore Jean Le Noir.

## Stile
Nelle illustrazioni dei Miracles le architetture richiamano lo stile della Maestà (1308-11) di Duccio di Buoninsegna. Lo stesso riferimento è rintracciabile nel Libro d'ore di Giovanna d'Evreux, insieme ad un rimando dialettico al pulpito di Giovanni Pisano in Sant'Andrea di Pistoia, dal quale sembrano derivare scelte iconografiche inconsuete in area francese. Ma il riferimento alla scultura toscana si attesta anche in ambito stilistico, nelle scelte cromatiche e nella tendenza alla volumetria e alla spazialità. L'accentuazione espressiva delle singole figure sembra procedere al di là dell'ambito ristretto della miniatura. L'ipotizzato viaggio in Italia di Pucelle, sul finire del terzo decennio del XIV secolo, dovette determinare un deciso passo in avanti rispetto alle ricerche di Maître Honoré e una svolta per la miniatura parigina.
L'opera di Pucelle fu, insieme all'esperienza culturale di Avignone, una delle basi su cui si formò, a Parigi come a Bourges e a Digione, il nuovo gotico internazionale in Francia. Sulla stessa linea, e in evidente derivazione dalle opere di Pucelle, si pongono il Parement de Narbonne e l'Apocalisse di Angers.